# Crescencio Gutiérrez
Crescencio Gutiérrez Aldana (Guadalajara, Jalisco, 26 de octubre de 1933-21 de julio de 2025), más conocido como Mellone, fue un futbolista mexicano que jugaba en la posición de delantero. Su apodo nace en memoria del paraguayo Atilio Mellone, quien jugó en el Oro de Jalisco, debido a que su juego y físico era muy similar.

## Trayectoria
Jugó 10 años, de 1952 a 1962, con el Club Deportivo Guadalajara, donde acumuló 86 partidos y 5 títulos de campeón de la Primera División de México. Así mismo, fue campeón de goleo en la temporada 1956-57 con 19 goles en 23 partidos, convirtiéndose en una figura importante del Campeonísimo.
Para la temporada 1962-63 pasa a jugar al Morelia.

## Selección nacional
Con México, jugó el Mundial de Suecia 1958, participó en la eliminatoria de Chile 1962 pero las lesiones lo dejaron fuera del mundial.

### Participaciones en Copas del Mundo
| Mundial                        | Sede   | Resultado    |
| ------------------------------ | ------ | ------------ |
| Copa Mundial de Fútbol de 1958 | Suecia | Primera fase |

## Clubes
| Club        | País   | Año       |
| ----------- | ------ | --------- |
| Guadalajara | México | 1952-1962 |
| Morelia     | México | 1962-1963 |

## Palmarés

### Títulos nacionales
| Título               | Equipo      | País   | Año     |
| -------------------- | ----------- | ------ | ------- |
| Primera División     | Guadalajara | México | 1956-57 |
| Campeón de Campeones | Guadalajara | México | 1956-57 |
| Primera División     | Guadalajara | México | 1958-59 |
| Campeón de Campeones | Guadalajara | México | 1958-59 |
| Primera División     | Guadalajara | México | 1959-60 |
| Campeón de Campeones | Guadalajara | México | 1959-60 |
| Primera División     | Guadalajara | México | 1960-61 |
| Campeón de Campeones | Guadalajara | México | 1960-61 |
| Primera División     | Guadalajara | México | 1961-62 |

### Títulos internacionales
| Título                           | Equipo      | País   | Año  |
| -------------------------------- | ----------- | ------ | ---- |
| Copa de Campeones de la Concacaf | Guadalajara | México | 1962 |

### Distinciones individuales
| Distinción                                                                     | Año     |
| ------------------------------------------------------------------------------ | ------- |
| Máximo goleador de la Primera División de México                               | 1956-57 |
| Máximo goleador de la Clasificación de Concacaf para la Copa Mundial de Fútbol | 1958    |